# CompactPCI Serial
CompactPCI Serial ist ein Industriestandard für modulare Computersysteme. Er basiert auf dem Standard PICMG 2.0 CompactPCI, der den parallelen PCI-Bus für die Kommunikation zwischen den einzelnen Baugruppen in einem System benutzt. Im Gegensatz dazu verwendet CompactPCI Serial ausschließlich serielle Punkt-zu-Punkt-Verbindungen.
CompactPCI Serial wurde im März 2011 offiziell von der PCI Industrial Computer Manufacturers Group PICMG als PICMG CPCI-S.0 CompactPCI Serial angenommen. Das Mechanik-Konzept basiert auf den Standards IEEE 1101-1-1998 und IEEE 1101-10-1996 (19″-Technik). CompactPCI Serial beschreibt verschiedene Stecker, die einen hohen Datendurchsatz erlauben.
Der Technologiestandard, der das parallele CompactPCI ersetzt, enthält eine weitere Spezifikation mit der Bezeichnung PICMG 2.30 CompactPCI PlusIO. Deshalb nannte man CompactPCI Serial und CompactPCI PlusIO als Ganzes anfänglich auch CompactPCI Plus. Der erste Arbeitstitel der PICMG für CompactPCI Serial war CPLUS.0.

## Geschichte
Zu Beginn des 21. Jahrhunderts wurden schnelle, serielle Punkt-zu-Punkt-Verbindungen zum Stand der Technik und lösen nach und nach die klassische Bus-Architektur in Rechnern ab. Der CompactPCI-Standard bietet keine standardisierte Lösung für die Art von modularer Vernetzung. Deshalb entsteht CompactPCI Serial als Standard. Er führt eine serielle Topologie ein und behält zugleich die Grundkonzepte von CompactPCI bei.

## Sternarchitektur
Dank der Chipset-Architektur ändert sich die Struktur von Computern weg von bus-basierenden Verbindungen zwischen Schnittstellen-Controllern hin zu einer Stern-Architektur, die auf seriellen Zweipunktverbindungen beruht. CompactPCI Serial setzt diese Architektur um. Ein System-Steckplatz kann bis zu acht Peripherie-Steckplätze steuern. Zwei dieser Verbindungen können als PCI-Express-Fat-Pipes (x8) ausgeführt sein. Zugleich braucht CompactPCI Serial weder Bridges noch Switched Fabrics oder Spezial-Backplanes. Die Sternverbindung enthält im Standard PCI Express, SATA/SAS und USB.

## Ethernet als vermaschtes Netz
Durch voll vermaschtes Ethernet gemäß Ethernet-Standard IEEE 802.3 kann CompactPCI Serial neun Baugruppen in einem System verbinden (ein System- und acht Peripheriesteckplätze). Somit ist die Spezifikation optimiert für symmetrisches Multiprocessing und redundante Systeme.

## Schnittstellen
Der System-Steckplatz bei PICMG CPCI-S.0 unterstützt die folgenden Schnittstellen am Rückwand-Stecker:
- 8 × PCI Express
  - 6 x4-Links
  - 2 x8-Links (Fat-Pipes)
  - 2 High-Speed-I²C-Busse speziell für die Fat-Pipes
  - Wahlweise serielles RapidIO
- 8 × SATA/SAS
  - Unterstützt durch SGPIO-Bus (Spezifikation SFF-8485) für Hot Swapping.
- 8 × USB 2.0
- 8 × USB 3.0
- 8 × Ethernet 10GBASE-T
- Wahlweise Hot-Swap-Unterstützung durch einen speziellen I²C-Bus
- Wahlweise IPMI-Unterstützung durch einen speziellen I²C-Bus

Der Peripherie-Steckplatz bei PICMG CPCI-S.0 unterstützt die folgenden Schnittstellen am Rückwand-Stecker:
- 1 × PCI Express
  - Bis zu 8 Lanes pro Link
- 1 × SATA
  - Unterstützt durch einen speziellen SGPIO-Bus (Spezifikation SFF-8485)
- 1 × USB 2.0
- 1 × USB 3.0
- Bis zu 8 Ethernet-10GBASE-T-Schnittstellen
- geografische Adressierung

## Stromversorgung von CompactPCI Serial
PICMG CPCI-S.0 definiert sowohl für System- als auch für Peripherie-Steckplätze eine einfache 12-V-Stromversorgung.

## Busplatinen-Stecker von CompactPCI Serial
Die Arbeitsgruppe der PICMG, die den Standard bearbeitet, hat einen Backplane-Steckverbindertyp von höherer Dichte vorgeschlagen. Sein Rastermaß ist 2 mm × 1,4 mm und er unterstützt höhere Übertragungsraten von bis zu 12 GBit/s, ohne dafür Bridges oder Switches zu benötigen. Er beinhaltet bis zu 184 Pinpaare auf einer 3-HE-Karte. Ein großer Unterschied verglichen mit CompactPCI ist, dass bei CompactPCI Serial die Stiftleiste auf der Baugruppe untergebracht ist, während sich die Buchse an der Backplane befindet. Dieser Ansatz soll den Standard robuster machen, indem verbogene Pins an der Backplane vermieden werden. Wenn ein Anschlusspin ausfällt, muss nur die Einsteckkarte ausgetauscht werden. Der System-Steckplatz von CompactPCI Serial hat sechs Steckverbinder: P1 bis P6. Bei Peripheriekarten ist nur der P1 verbindlich vorgegeben, während P2 bis P6 wahlweise bestückt werden können.

## Rear-E/A-Konzept
Ein CompactPCI-Serial-Peripherie-Steckplatz hat lediglich einen kleinen Stecker mit 6 Kontaktreihen für Stromversorgung und Signale. Der Rest einer 3-HE-Europakarte ist frei für benutzerdefinierte E/A und bietet 128 differentielle Kontaktpaare bzw. 384 Kontakte. 6-HE-Doppel-Europakarten stellen den ganzen oberen Bereich der Baugruppe für benutzerdefinierte E/A zur Verfügung, wie schon PICMG-2.0-CompactPCI-Karten dieser Größe. Ein Vorteil der neuen Architektur ist, dass Front- und Rear-E/A-Karten direkt ineinandergesteckt werden. Im Gegensatz zu CompactPCI ist hier weder eine „Midplane“ noch ein Transferstecker nötig.

## Kompatibilität und Migration

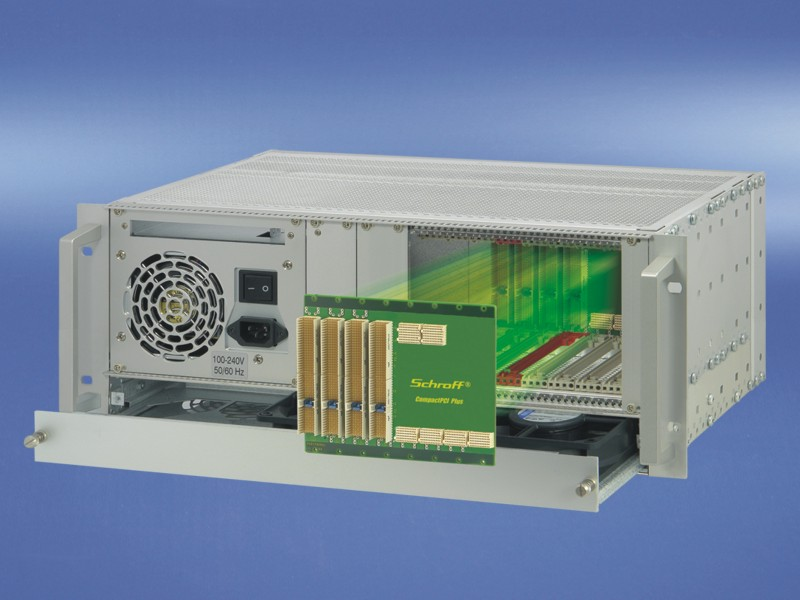
CompactPCI PlusIO Hybridsystem mit 4 Slot CPCI + 4 Slot CPCI PlusIO

Die Mechanikspezifikation von PICMG CPCI-S.0 CompactPCI Serial entspricht zu 100 % PICMG 2.0 CompactPCI, mit Ausnahme der neuen Backplane-Steckverbinder. Da die beiden Standards unterschiedliche Topologien haben, gibt es keine direkte „Bus-Kompatibilität“. Daher hat die PICMG auch eine Erweiterung zu CompactPCI ausgearbeitet: PICMG 2.30 CompactPCI PlusIO. Dieser Standard ist als Migrationspfad von CompactPCI zu CompactPCI Serial gedacht. Er ist 100 % kompatibel mit CompactPCI, hat aber eine festgelegte Definition an schnellen, seriellen E/A-Schnittstellen am Rückwand-Stecker J2. Der Steckverbindertyp des J2 ist ebenfalls neu. Er ist kompatibel, unterstützt jedoch einen höheren Datendurchsatz als CompactPCI. Hybrid-Backplanes unterstützen mehrere Baugruppen der drei verschiedenen Standards PICMG 2.0, 2.30 und CPCI-S.0.